# Taras Hunczak

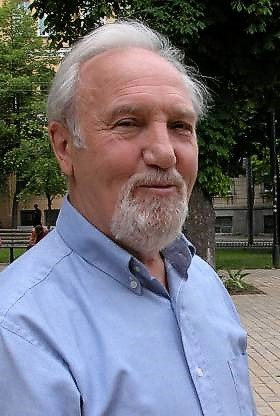
Taras Hunczak (vor 2012)

Taras Hunczak (ukrainisch Тарас Гунчак ‚Taras Huntschak‘; * 13. März 1932 in Stare Misto bei Tarnopol, Polen, heute Oblast Ternopil, Ukraine; † 1. Juli 2024) war ein ukrainisch-amerikanischer Historiker und Hochschullehrer.

## Leben
Hunczak kam als Displaced Person nach dem Zweiten Weltkrieg über Vilsbiburg in die USA. Er graduierte mit einem B.A. (1955) und M.A. (1958) der Fordham University in New York City. 1960 wurde er mit einer Dissertation über Die Ukraine unter Hetman Pavlo Skoropadskyj von der Universität Wien zum Dr. phil. promoviert.
Anschließend ging er in die USA zurück, um an der Rutgers University in Newark (New Jersey) zu lehren. Von 1964 bis 1984 war er Mitglied des Akademischen Senats der Universität. 2004 wurde er emeritiert. Seine Forschungsgebiete waren die Geschichte Russlands und der Ukraine sowie Osteuropa. Hunczak hat zahlreiche Studien zur Geschichte der Ukraine, insbesondere im 20. Jahrhundert, publiziert. Neben seiner Lehrtätigkeit baute er ab 1975 das erfolgreiche Volleyball-Team der Rutgers University in Newark auf und führte es in die NCAA Division I.
Nach der Unabhängigkeit der Ukraine 1991 wurde Hunczak auch Professor an der Nationalen Taras-Schewtschenko-Universität in Kiew. 2013 verlieh ihm die Nationale Universität Kiew-Mohyla-Akademie ihren Ehrendoktor.
Er war ab 1961 verheiratet mit Olia, geb. Karpenko. Das Paar hat zwei Söhne, beide Absolventen der Rutgers Law School. Hunczak starb Anfang Juli 2024 im Alter von 92 Jahren.

## Werke (Auswahl)
- Die Ukraine unter Hetman Pavlo Skoropadskyj. Diss. Universität Wien 1960
- Russian Imperialism from Ivan the Great to the Revolution.
- (Hrsg.): The Ukraine, 1917–1921: A Study in Revolution. Cambridge, Mass.: Harvard Univ. Press 1977
- On the Horns of a Dilemma: The Story of the Ukrainian Division Halychyna.
- Symon Petliura and the Jews: A reappraisal (Ukrainian Jewish studies).
- Ukraine: The Challenges of World War II.
- My Memoirs: Life’s Journey through WWII and Various Historical Events of the 21st Century. Hamilton 2015 ISBN 978-0761866985